# Kirby–Siebenmannklass
Inom matematiken är Kirby–Siebenmannklassen ett element av fjärde kohomologigruppen
{\displaystyle e(M)\in H^{4}(M;\mathbf {Z} _{2})}
som måste försvinna för att en topologisk mångfald M skall ha en styckvist linjär struktur. Den är uppkallad efter Robion Kirby och Larry Siebenmann.

### Allmänna källor
- Rudyak, Yuli B. (2001). ”Piecewise linear structures on topological manifolds”. 'arXiv:math.AT/0105047 [math.AT]'.
- Kirby, Robion C.; Siebenmann, Laurence C. (1977). Foundational Essays on Topological Manifolds, Smoothings, and Triangulations. Princeton, NJ: Princeton Univ. Pr. ISBN 0-691-08191-3. http://www.maths.ed.ac.uk/~aar/papers/ks.pdf
- Topology of 4-Manifolds by Robion C. Kirby ISBN 0-387-51148-2